# Silnice II/599
Silnice II/599 je silnice II. třídy v Praze v trase: odpojení od silnic II/101 a II/115 (v Praze-Radotíně) – podjezd pod dálnicí D0 (Lochkovský most) – Lochkov (okrajem) – napojení na dálnici D0.
Komunikace slouží jako sjezd z tzv. Pražského okruhu na Lochkov a Radotín.

## Vodstvo na trase
V Radotíně vede přes Radotínský potok.